# 바르네시

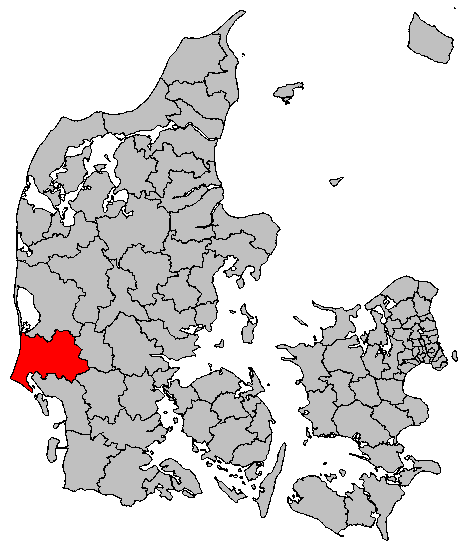
바르네 시의 위치

바르네시(덴마크어: Varde Kommune)는 덴마크 남덴마크 지역에 위치한 지방 자치체로 행정 중심지는 바르네이며 면적은 1,255.79km2, 인구는 50,125명(2008년 기준)이다. 윌란반도 서부 연안에 위치한다.